# Яблонский, Марцин
Марцин Яблонский (англ. Marcin Jabłoński, 1801, с. Глогув близ Жешувa, Австрийская империя — 19 февраля 1876, Львов) — польский художник-портретист, литограф.

## Биография
Первые уроки живописи получил в мастерской неизвестного львовского цехового художника. Затем обучался в галереях Кракова, Варшавы и Вены.
В 1820 поселился во Львове, где вскоре стал популярным портретистом. Работал также для костëлов, преимущественно, во Львове, создавая и реставрируя алтарные картины и полихромию.
В 1848 получил концессию на работу литографического предприятия и, практически полностью, перестал заниматься живописью. В 1863 во время польского восстания потерял жену и двоих детей, продал своё предприятие и уехал из Львова. Вновь занялся реставрацией церквей и костëлов.
Незадолго до смерти в 1876 вернулся во Львов.

## Творчество
Признанный мастер польской портретной живописи. Его работы, среди которых около 1600 портретов, пользовались большой популярностью у публики и критиков. Приближенные стилистически к типу венского бидермейера, они отличались точный сходством с моделью и умелой детализацией полотна. Некоторые из его портретов критики обвиняли в сухости изображения, однако они соответствовали тогдашним трезвым буржуазным нормам и требованиям клиентов.
Полотна М. Яблонского сейчас находятся в коллекциях Эрмитажа, Национальных музеев Варшавы, Кракова, Вроцлава, Окружного музея в Жешуве, Львовской галерее искусств и Национального музея во Львове имени Андрея Шептицкого, частных коллекциях.

## Галерея
|  |  |  |  |  |